# 経営ゼミナール
経営ゼミナール（けいえいゼミナール）は、1960年9月から1963年3月までNHK教育テレビで放送されたテレビ番組である。

## 概要
現代のビジネスマンに欠くことのできない経営学を一流経営者をゲストに招いて解説した。
番組構成は、前半が解説、後半がゲストとの対談。

## 放送時間
- 1960年度：日曜日 11:00 - 11:30
- 1961年度：日曜日 11:30 - 12:00
- 1962年度：土曜日 18:30 - 19:00

## 解説者
- 坂本藤良
- 松田武彦
- 伊東長正

## 主な経営者ゲスト
- 奥村綱雄（野村証券会長）
- 森下泰（森下仁丹KK社長）
- 小坂徳三郎（信越化学工業社長）
- 堤清二（西武百貨店店長）
- 土光敏夫（石川島重工業株式会社社長）
- 金子佐一郎（十条製紙社長）
- 服部礼次郎（服部時計店常務）
- 本田宗一郎（本田技研工業社長）
- 大屋晋三（帝国人造絹絲社長）
- 矢野一郎（第一生命保険相互会長）
- 吉田秀雄（電通社長）
- 福島敏行（日本通運社長）
- 石橋正二郎（ブリヂストンタイヤ社長）
- 永野重雄（富士製鉄社長）
- 木川田一隆（東京電力社長）
- 井深大（ソニー社長）